# Fenêtre thermale
 (juillet 2024).
Si vous disposez d'ouvrages ou d'articles de référence ou si vous connaissez des sites web de qualité traitant du thème abordé ici, merci de compléter l'article en donnant les références utiles à sa vérifiabilité et en les liant à la section « Notes et références ».

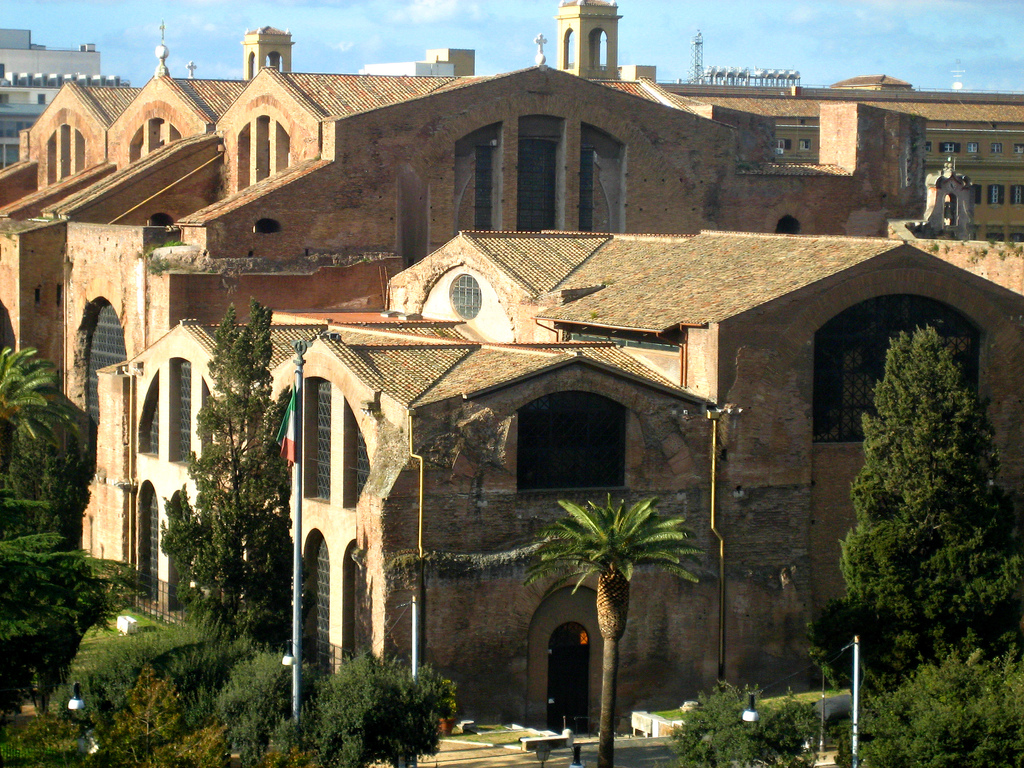
Les Thermes de Dioclétien à Rome avec des fenêtres thermales à trois compartiments.

Une fenêtre thermale ou fenêtre de Dioclétien est une grande fenêtre semi-circulaire caractéristique des thermes romains. À l'époque moderne, ce style de fenêtre a notamment été repris par Palladio et les architectes néo-classiques.

## Description
Les fenêtres thermales sont de grandes fenêtres cintrées segmentaires, posées en demi-cercle sur leur diamètre et généralement divisées en trois compartiments par deux meneaux verticaux. Le compartiment central est souvent plus large que les deux latéraux de chaque côté.

## Appellation
Les fenêtres thermales ou de Dioclétien doivent leur nom aux fenêtres rencontrées dans les thermes de Dioclétien (302 apr. J.-C.) à Rome (aujourd'hui la basilique Sainte-Marie-des-Anges-et-des-Martyrs). L'expression fenêtre de Dioclétien est toutefois rare et semble désuète.

## Influence
Ce type de fenêtre a été relancé et utilisé en Italie au XVIe siècle, notamment par Andrea Palladio, et a constitué un élément important de l'architecture religieuse de la contre-réforme.
La fenêtre thermale a été très utilisée au début du XVIIIe siècle par l'architecte anglais Richard Boyle, l'un des initiateurs du style palladien anglais, et par ses disciples.
Les fenêtres thermales ont continué à être utilisées occasionnellement dans de grands bâtiments publics au cours des diverses évolutions de l'architecture néo-classique.

## Galerie

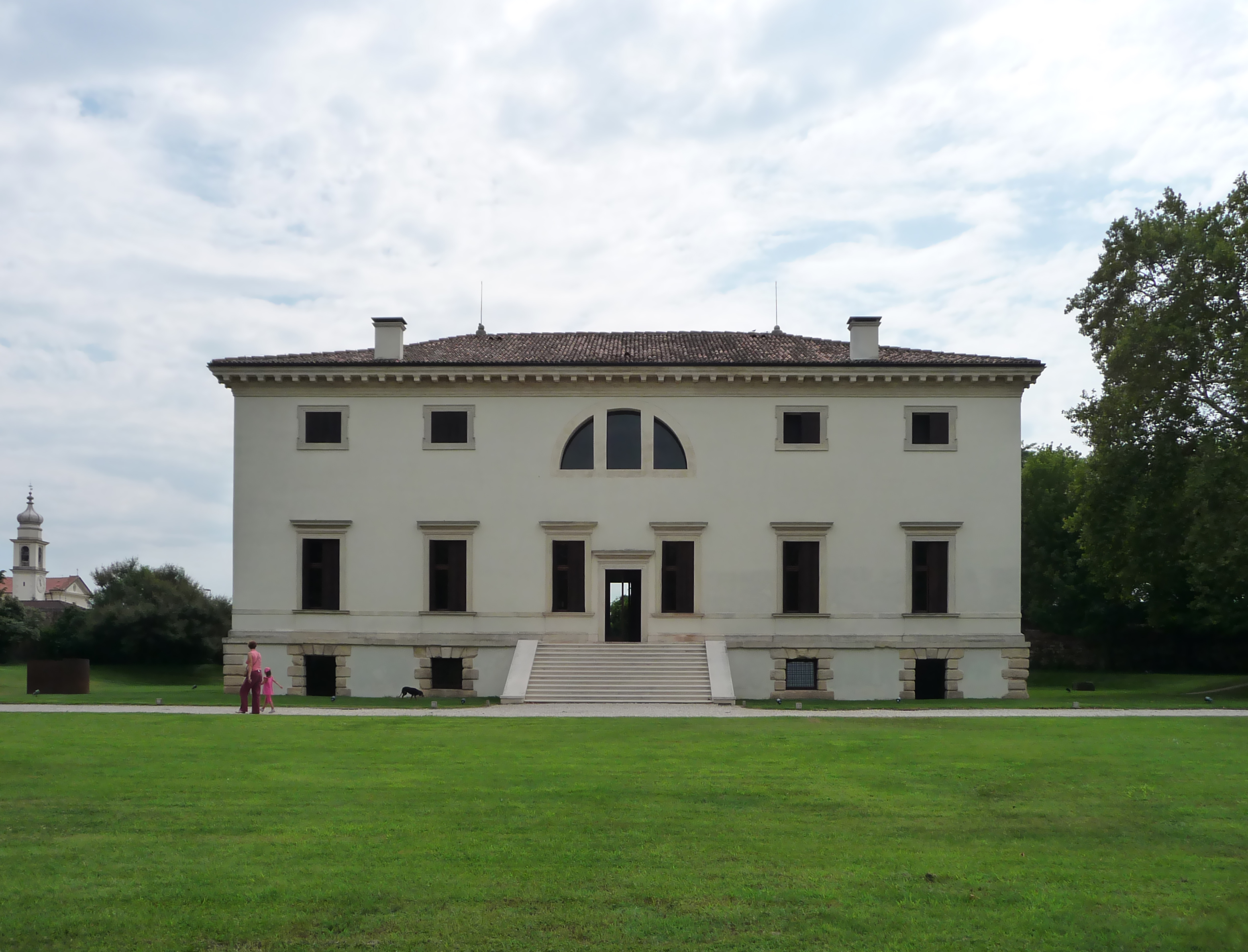
La Villa Pisani par Andrea Palladio.
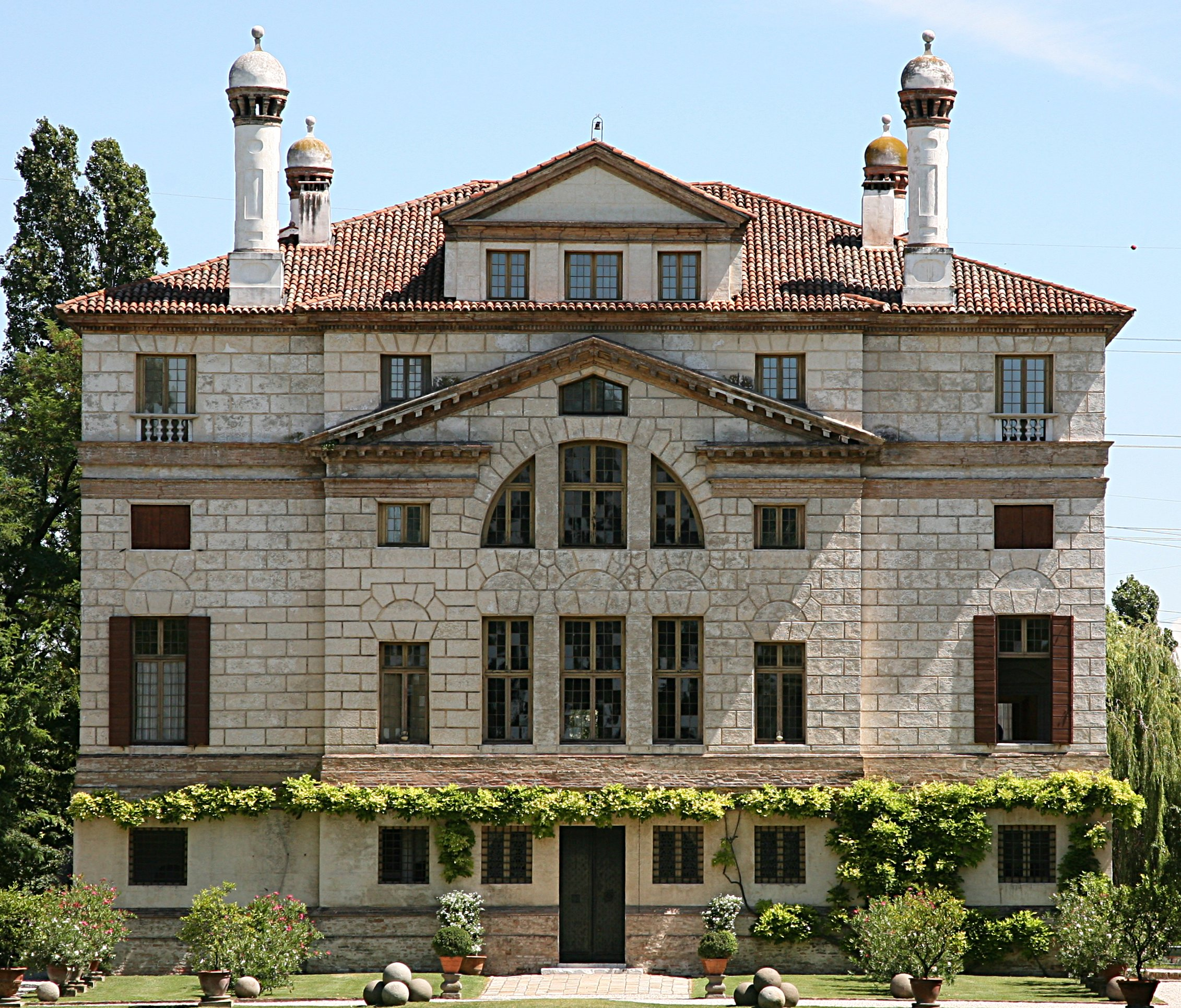
La Villa Foscari par Andrea Palladio.
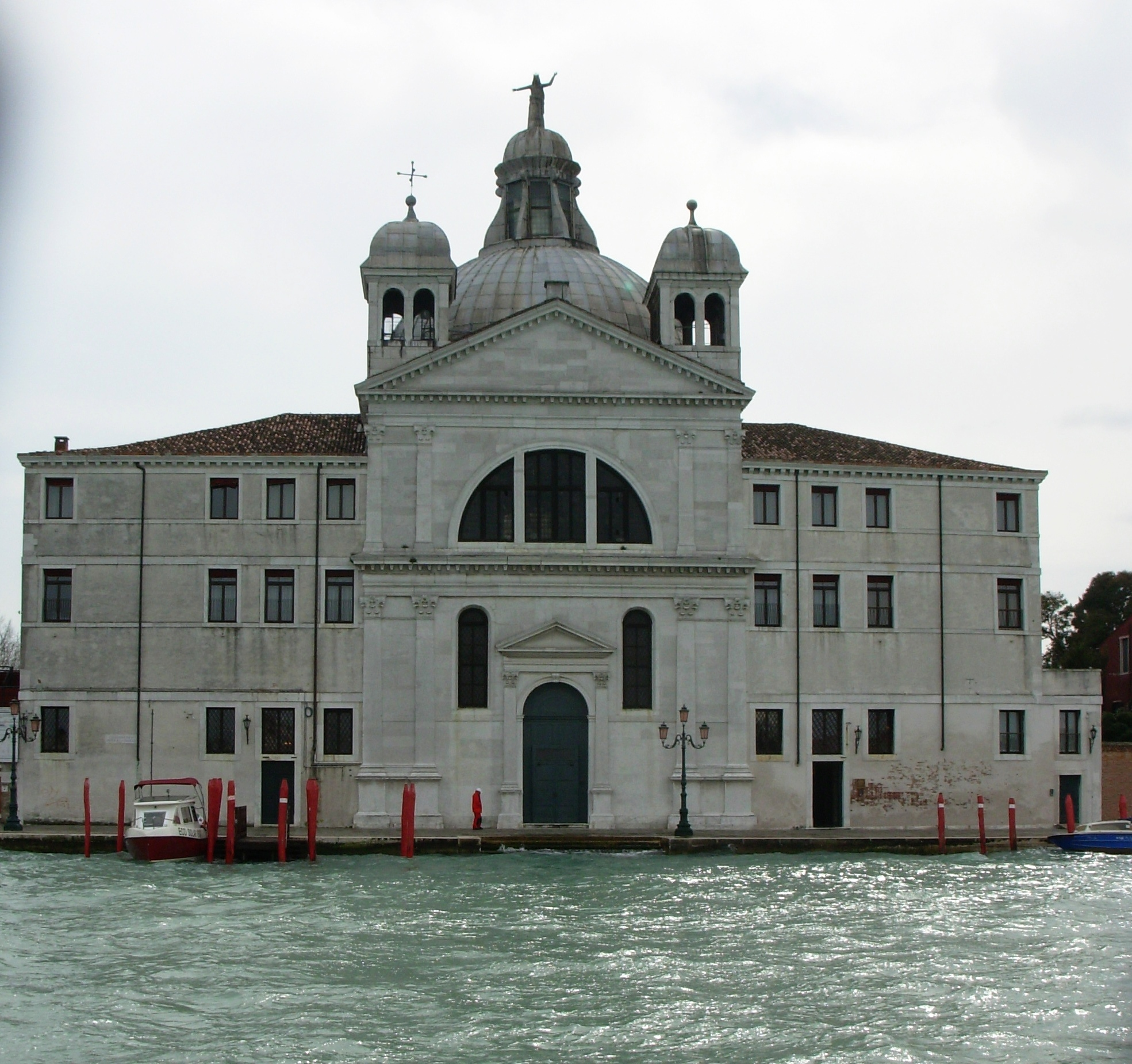
Église des Zitelle, Venise.
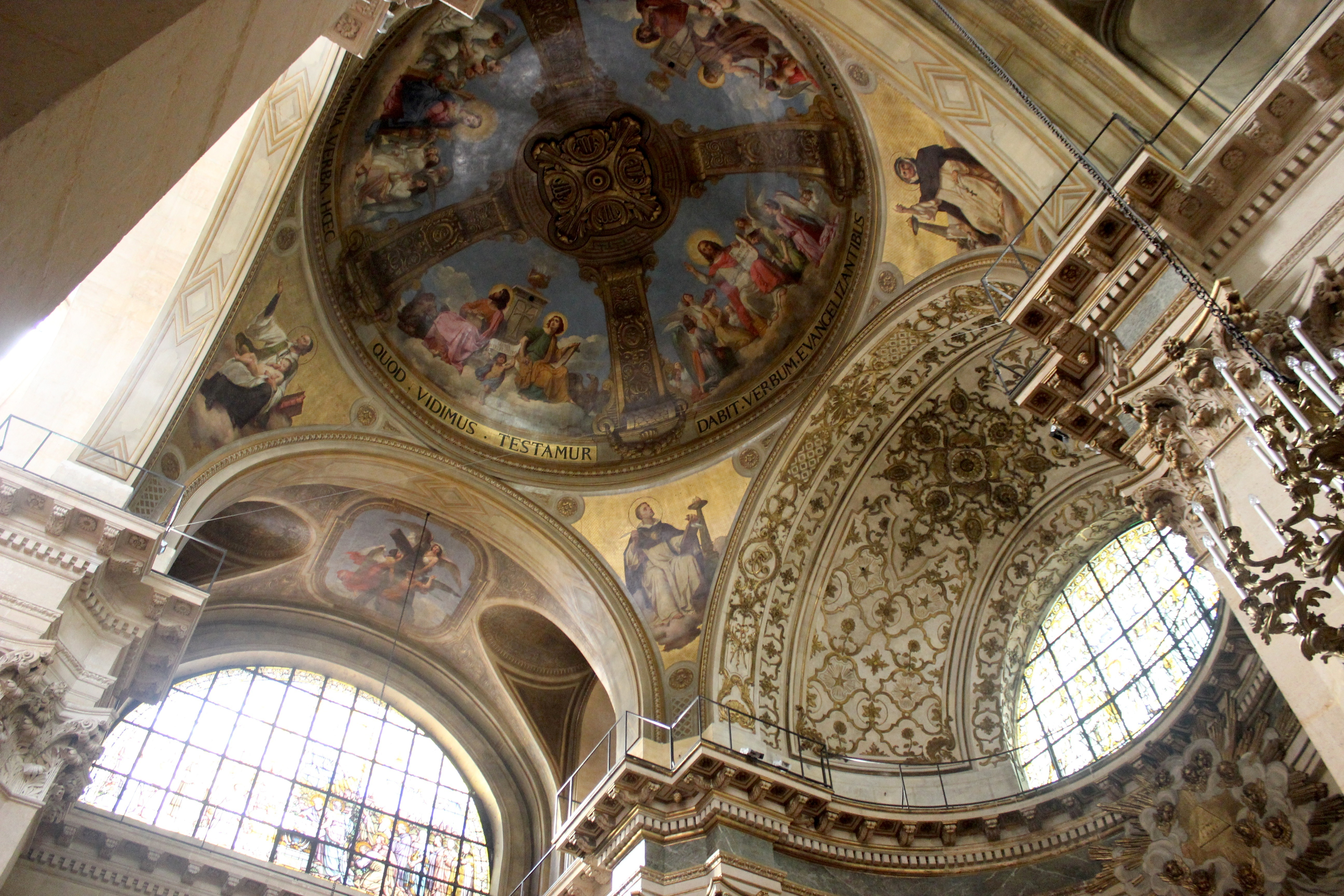
Deux fenêtres thermales sans meneaux de l'église Saint-Thomas-d'Aquin de Paris.
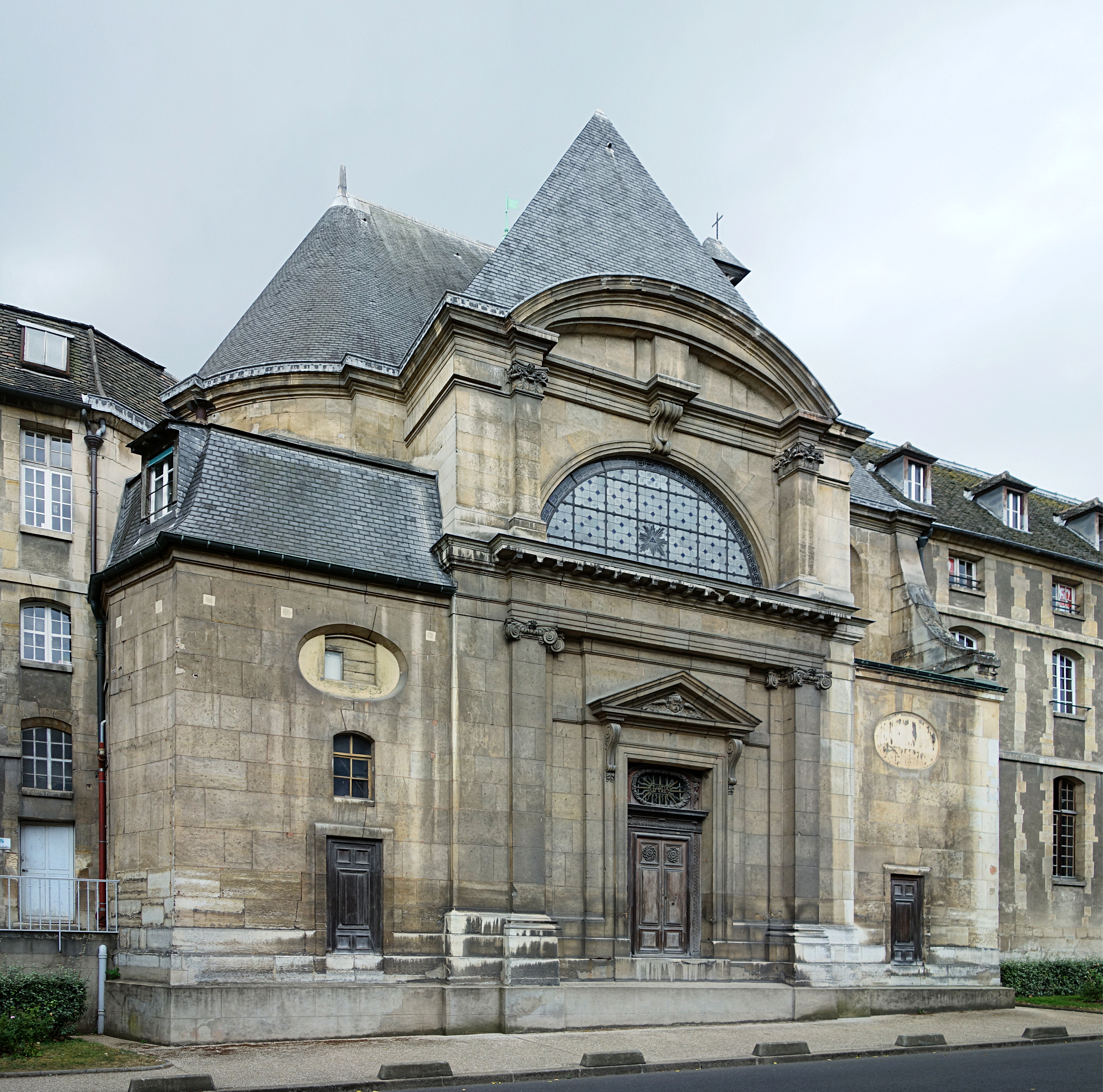
Église de l'abbaye de Port-Royal de Paris.
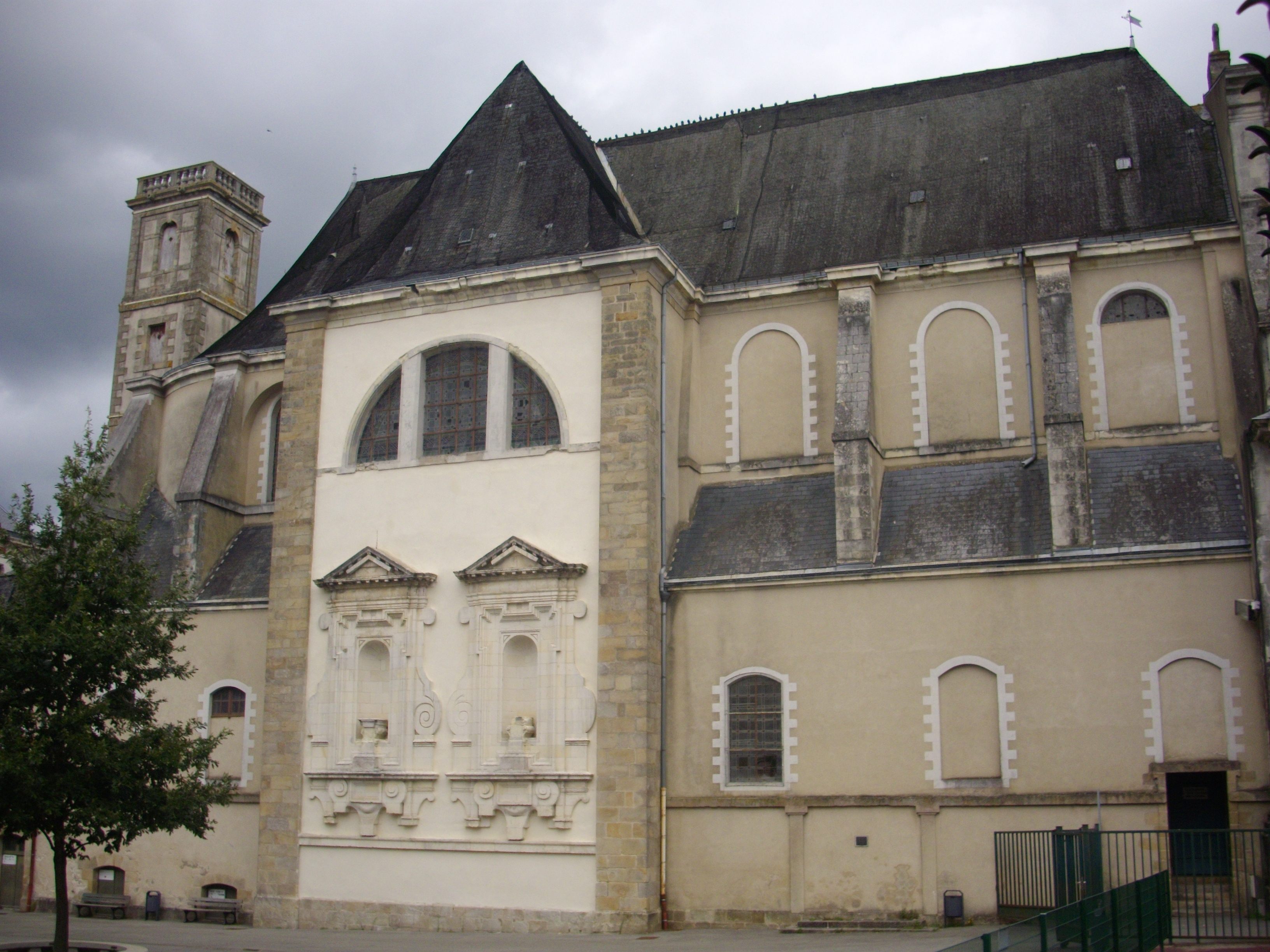
Chapelle Saint-Yves de Vannes.
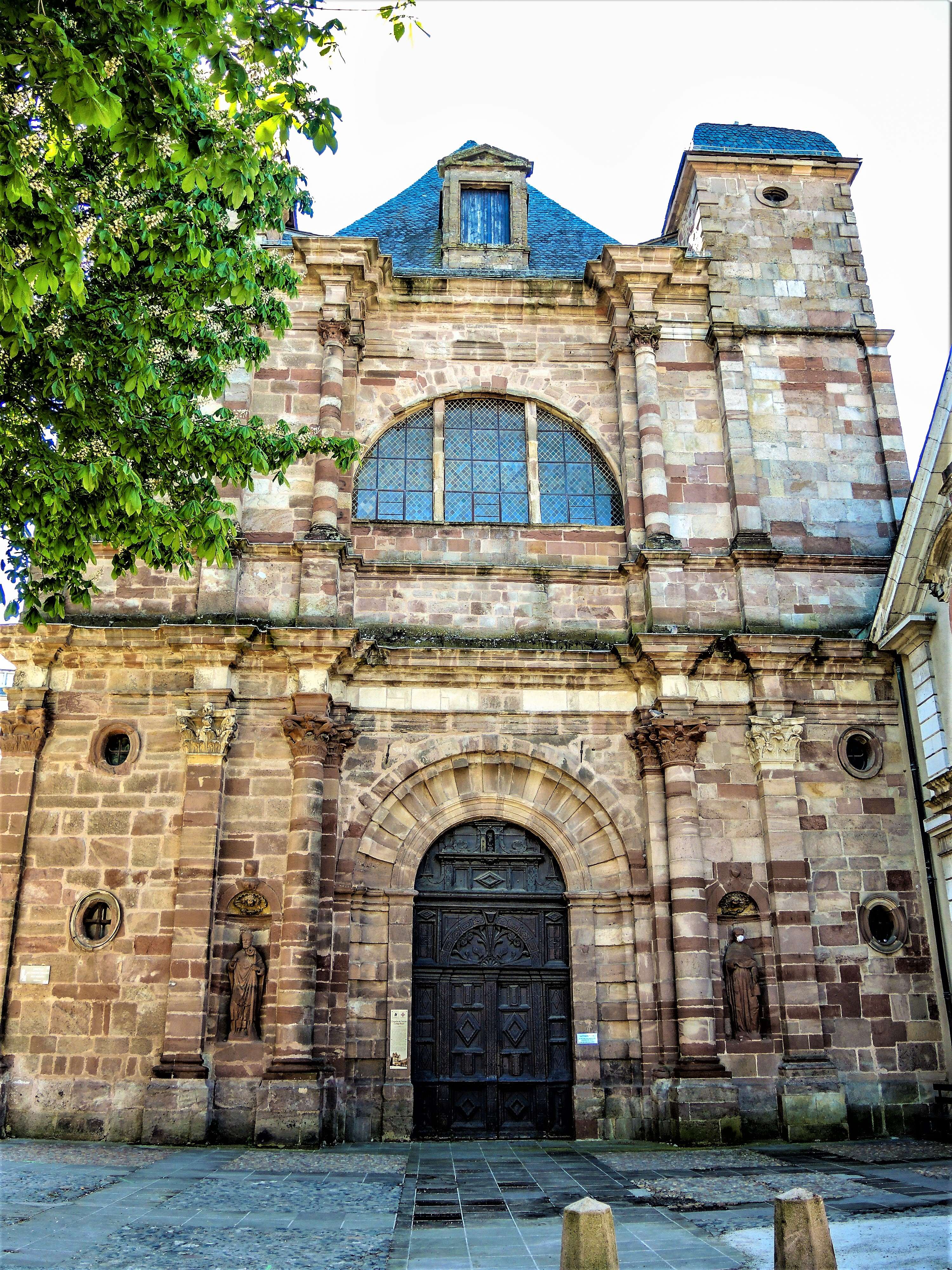
Façade de la chapelle de l'ancien collège des jésuites de Rodez.
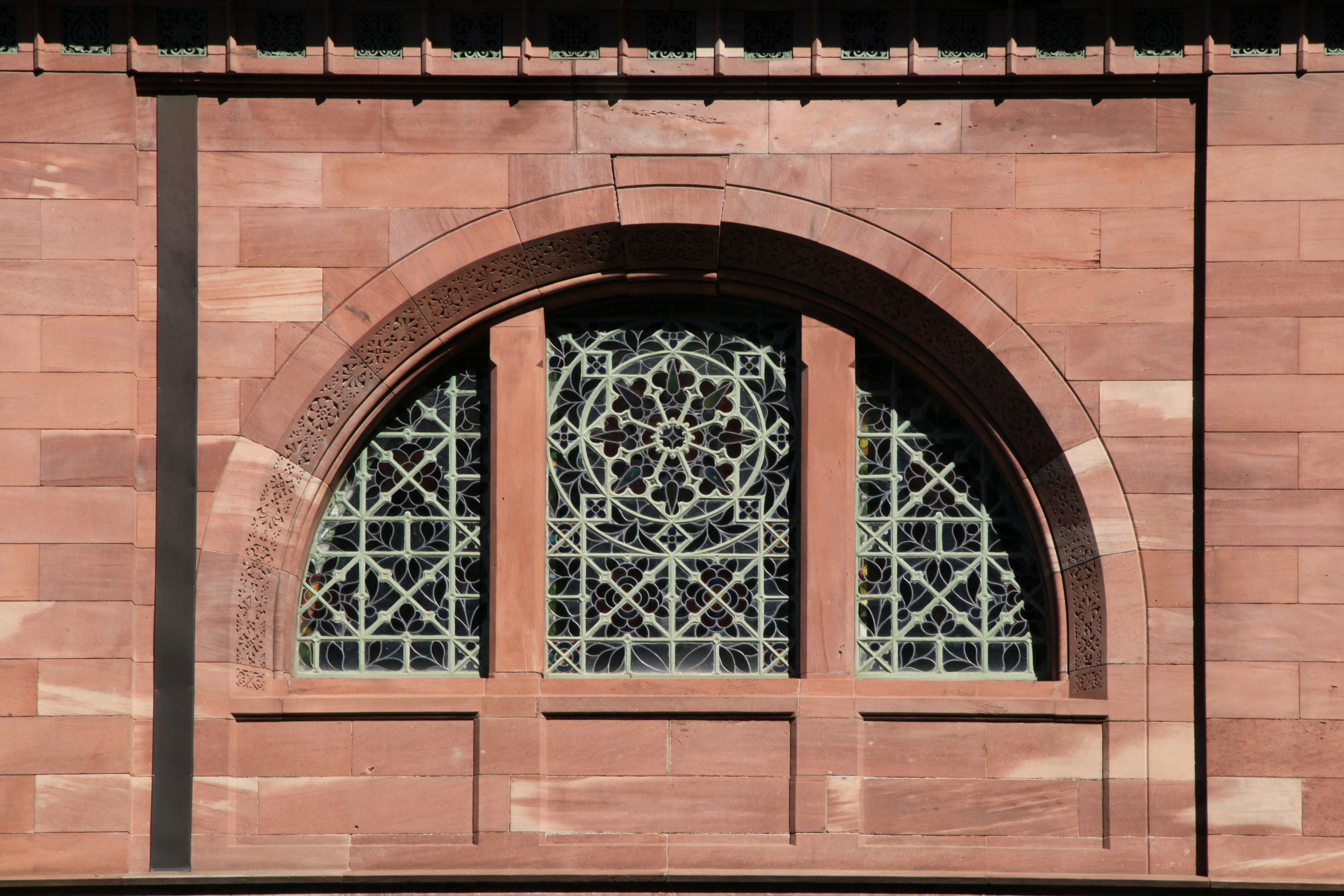
Le palais thermal à Bad Wildbad.
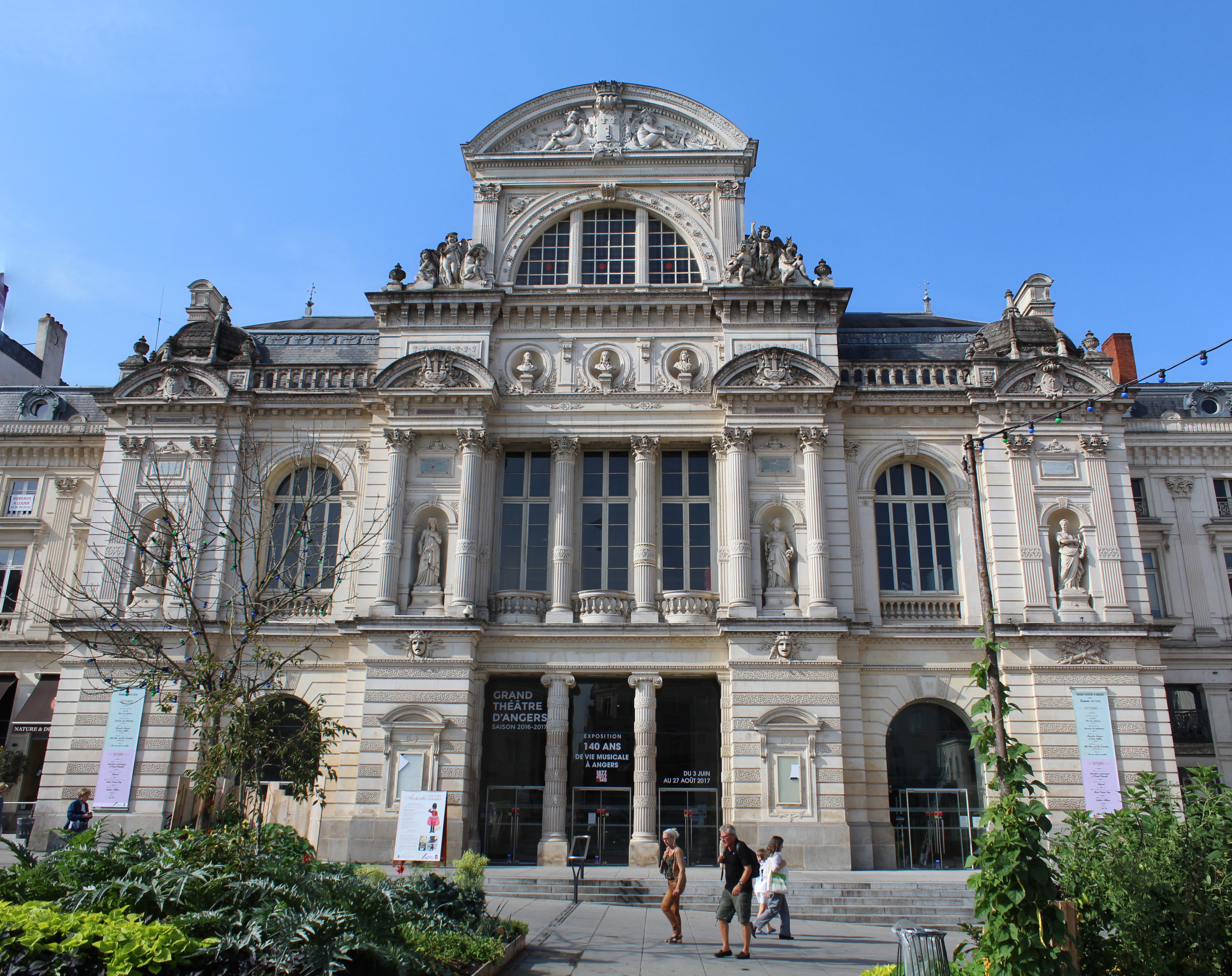
Façade du Grand Théâtre d'Angers.
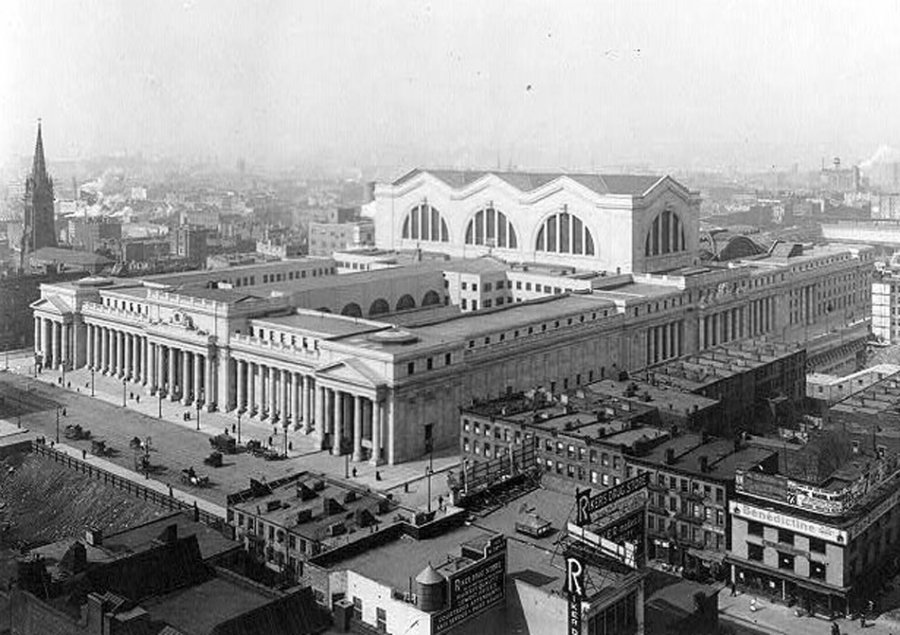
Variante des fenêtres thermales à cinq compartiments, rencontrées sur l'ancienne Pennsylvania Station à New York (vers 1911).